# Air China
Air China (IATA: CA, OACI: CCA) (LSE: AIRC) (Chino: 中国国际航空公司, Pinyin: Zhōngguó Guójì Hángkōng Gōngsī, literalmente "Compañía de Aviación Internacional de China", abreviado 国航) es la aerolínea estatal de la República Popular de China con sus oficinas centrales en Pekín y la segunda aerolínea comercial (China Southern Airlines es la mayor de China). Es la aerolínea de bandera y la única aerolínea que tiene la bandera nacional en toda su flota. Su logo es un fénix formado por las letras del término VIP. Su sede principal es el Aeropuerto Internacional de Pekín. 
No debe confundirse con China Airlines (IATA: CI, OACI: CAL), que es propiedad de República de China (Taiwán), con base en Taipéi.

## Historia
Air China fue fundada e inició sus operaciones el 1° de julio de 1988. Inicialmente fue la división de transporte internacional de la Administración de Aviación Civil de China (CAAC) con base en Pekín, y fue rebautizada en 1988, cuando el gobierno decidió escindir las divisiones operativas de CAAC en aerolíneas separadas, cada una con su propio nombre.
Mayores desregulaciones dentro de la aviación tuvieron lugar en 1994, permitiendo la inversión extranjera en los aeropuertos y facilitando la importación de aeronaves construidas fuera de China continental. Para 1996 el país tenía 108 aeropuertos con servicios regulares de aerolíneas y cerca de 30 aerolíneas diferentes. El 28 de octubre de 2002, Air China se consolidó con China National Aviation Corporation (CNAC) y China Southwest Airlines.
Durante 2004 como parte de una consolidación de la industria de la aviación china, Air China absorbió Zhejiang Airlines (una subsidiaria de CNAC). El 15 de diciembre de 2004 la compañía colocó sus acciones en las bolsas de Honk Kong y Londres. Air China tiene participación en Air China Cargo (51%), Air Macau (51%) y también posee la mayoría de las acciones de Shandong Airlines.
En marzo de 2005, Air China estuvo en conversaciones con Swire Group, el accionista mayoritario de Cathay Pacific, para que Air China adquiriera Cathay Pacific, y a su vez Cathay Pacific adquiriera una participación mayoritaria en Dragonair. En contrapartida, el Swire Group pasaría a ser el mayor accionista de la compañía subsidiaria de Air China. Ambas aerolíneas anunciaron subsecuentemente que las aerolíneas no iban a fusionarse completamente en un futuro cercano, y Swire expresó su intención de permanecer como el accionista mayoritario de Cathay Pacific. También fue anunciado que Air China cooperará con Cathay Pacific con vuelos de código compartido para fines de 2005, y que se sumará al programa de puntos Asia Miles en la segunda mitad de 2005. 
A enero de 2005, Air China es propiedad de China National Aviation Holding Company (CNAH)(69%), inversores particulares (21%) y Cathay Pacific (10%). El 22 de mayo de 2006, Air China firmó un acuerdo con Lufthansa y fue oficialmente invitada a sumarse a Star Alliance, una alianza rival de Oneworld, del cual Cathay Pacific es miembro. Algunos días después, el 9 de junio de 2006, un anuncio conjunto reveló una nueva estructura accionaria en el cual Air China adquirirá un 17.5% en Cathay Pacific, mientras que ésta será propietaria de un 20% de la primera.

## Incidentes y accidentes
- El 11 de septiembre de 2001, un Boeing 747 que se dirigía desde Pekín a San Francisco fue escoltado por dos F-15 Eagle de la Fuerza Aérea de los Estados Unidos hasta la pista norte del Aeropuerto Internacional de Vancouver durante la Operación Yellow Ribbon, debido a problemas de comunicación en el contexto de los atentados terroristas del 11 de septiembre de 2001.

- El 15 de abril de 2002, el vuelo 129 de Air China, un Boeing 767-200ER que había partido de Pekín con destino a Busán, se estrelló cuando intentaba aterrizar en el Aeropuerto Internacional de Gimhae durante un clima adverso, matando a 128 de las 166 personas a bordo.

- El 13 de marzo de 2005, las ruedas del tren de aterrizaje principal derecho de un Boeing 747-400 de Air China en el Aeropuerto Internacional de Los Ángeles, se hundieron en el asfalto del extremo de la calle de rodaje cuando giró hacia la pista 25R para despegar. La aeronave quedó inmovilizada y la pista tuvo que ser clausurada por 13 horas, hasta que pudieron mover la aeronave.

- El 6 de enero de 2007, el ala izquierda de un Boeing 747-400 de Air China con destino a Pekín, rozó la cola de una aeronave de Delta Air Lines mientras era conducido hacia la pista en el Aeropuerto Internacional John F. Kennedy de Nueva York. No hubo heridos entre los 215 pasajeros y 23 miembros de a bordo de la aeronave de Air China y la aeronave de Delta no tenía pasajeros en ese momento. Este incidente está actualmente bajo investigación.

## Socios de código compartido
A agosto de 2006, Air China tiene acuerdos de código compartido con las siguientes aerolíneas:
- Air Algérie
- Air Macau
- Alitalia
- All Nippon Airways (ANA)
- Asiana Airlines
- Austrian Airlines
- Avianca
- Cathay Pacific
- Dragonair
- Finnair
- Korean Air
- Kuwait Airways
- LATAM Airlines
- Lufthansa
- Qatar Airways
- Qantas
- Scandinavian Airlines System (SAS)
- Shandong Airlines
- United Airlines
- Virgin Atlantic Airways
- Iberia

## Flota

### Flota Actual
La flota de Air China incluye las siguientes aeronaves (en noviembre de 2024):
A noviembre de 2024 la edad media de la flota de Air China es de 9.5 años.